# Gaetano Cappiello
Gaetano Cappiello (Ercolano, 1947 – Palermo, 2 luglio 1975) è stato un poliziotto italiano, vittima di Cosa Nostra.

## Biografia
Agente della Polizia di Stato, Gaetano Cappiello lavorava alla questura di Palermo. Nel 1975 prese parte ad un'indagine finalizzata ad incastrare alcuni estorsori che avevano preso di mira un commerciante. Dopo settimane di indagini ed appostamenti, gli estorsori diedero appuntamento al commerciante per la consegna del denaro il 2 luglio 1975. All'agente Cappiello venne dato l'incarico di proteggere il commerciante sedendo con lui in macchina, lasciando ai colleghi in borghese il compito di intervenire per arrestare gli estorsori. Nonostante l'incarico delicato, Cappiello decise di portare con sé solo la sua Beretta di ordinanza. All'arrivo degli estorsori, l'agente uscì dalla vettura dichiarando i mafiosi in arresto, ma questi risposero sparando contro Cappiello, che venne colpito al petto per cinque volte. Trasportato all'ospedale Villa Sofia, Cappiello morì poco dopo a causa delle ferite riportate, tra le braccia del suo capo Bruno Contrada. Del delitto furono in seguito accusati uomini appartenenti al clan del boss Rosario Riccobono, tra i quali Gaspare Mutolo.
L'agente Cappiello morì a soli 28 anni, lasciando la moglie e una figlia piccola.